# Souheil Hammami
Souheil Hammami, né le 25 septembre 1977, est un taekwondoïste tunisien.

## Carrière
Souheil Hammami est médaillé de bronze en poids welters aux Jeux panarabes de 1997 à Beyrouth.
Il remporte la médaille d'or en moins de 84 kg aux championnats d'Afrique 2001 à Dakar et la médaille de bronze dans la même catégorie aux Jeux africains de 2003 à Abuja.